# Khasanbi Taov
Khasanbi Taov (Russe : Хасанби Таов), né le 5 novembre 1977, est un judoka russe évoluant dans la catégorie des moins de 90 kg (poids moyens). Il se révèle en 1999 et 2000 en décrochant plusieurs dans des tournois de coupe du monde. Cinquième à l'Euro 2005 organisé à Paris, il enlève la médaille d'argent deux ans plus tard à Düsseldorf. Il obtient sa qualification pour les Jeux olympiques de 2004 grâce à de bonnes performances dans les tournois majeurs et à l'occasion des championnats d'Europe 2004. Éliminé prématurément dans le tableau principal du tournoi olympique par le futur médaillé d'or Zurab Zviadauri, Taov est relégué dans le tableau des repêchages dans lequel il enchaîne quatre victoires. La dernière obtenue contre le Sud-coréen Hwang Hee-Tae lui permet d'obtenir la médaille de bronze. Après avoir gagné une première fois le Tournoi de Paris en 2007, le judoka russe récidive en 2008.

## Palmarès

### Jeux olympiques
- Jeux olympiques de 2004 à Athènes (Grèce) :
  -  Médaille de bronze dans la catégorie des moins des 90 kg (poids moyens).

### Championnats d'Europe
| Catégorie / Année           | 2001 | 2003 | 2004 |
| --------------------------- | ---- | ---- | ---- |
| Moins de 90 kg Poids moyens | 5e   | 2e   | 3e   |

### Divers
- 2 podiums au Tournoi de Paris (1er en 2007 et 2008).
- 2 podiums au Tournoi de Hambourg (3e en 2004 et 2005).